# Croatia Airlines
Croatia Airlines (укр. Хорватські авіалінії) — національна авіакомпанія Хорватії, штаб-квартира знаходиться в Загребі, член альянсу Star Alliance. Компанія забезпечує внутрішні і міжнародні польоти. Базується в аеропорту міста Загреб. У 2007 році прибуток авіакомпанії склала 25 млн хорватських кун, і Хорватські авіалінії перевезли 1 715 027 пасажирів — максимум за всю історію компанії.

## Історія
Авіакомпанія була створена 20 липня 1989 року під назвою Zagal Zagreb Airlines (коротка назва — Zagal). Використовуючи літак «Сессна-402», компанія здійснювала перевезення вантажів. 23 липня 1990 року авіакомпанія була перейменована в Croatia Airlines.
У 2008 році компанія вивела з експлуатації три літака ATR 42. Їм на заміну планується до 2010 року придбати в лізинг 6 літаків Bombardier Q400.

## Парк літаків

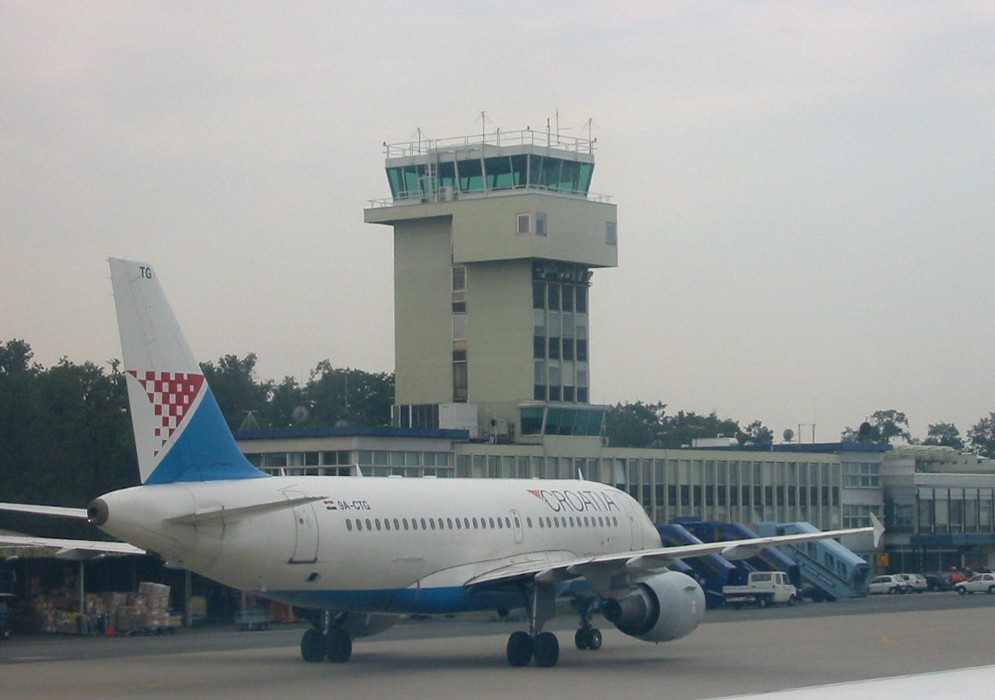
A319 в аеропорту Загреба

Парк літаків Хорватських авіаліній складається з таких суден (на травень 2017 року) :
Станом на травень 2017 рік середній термін служби літаків авіакомпанії становить 12,1 років.

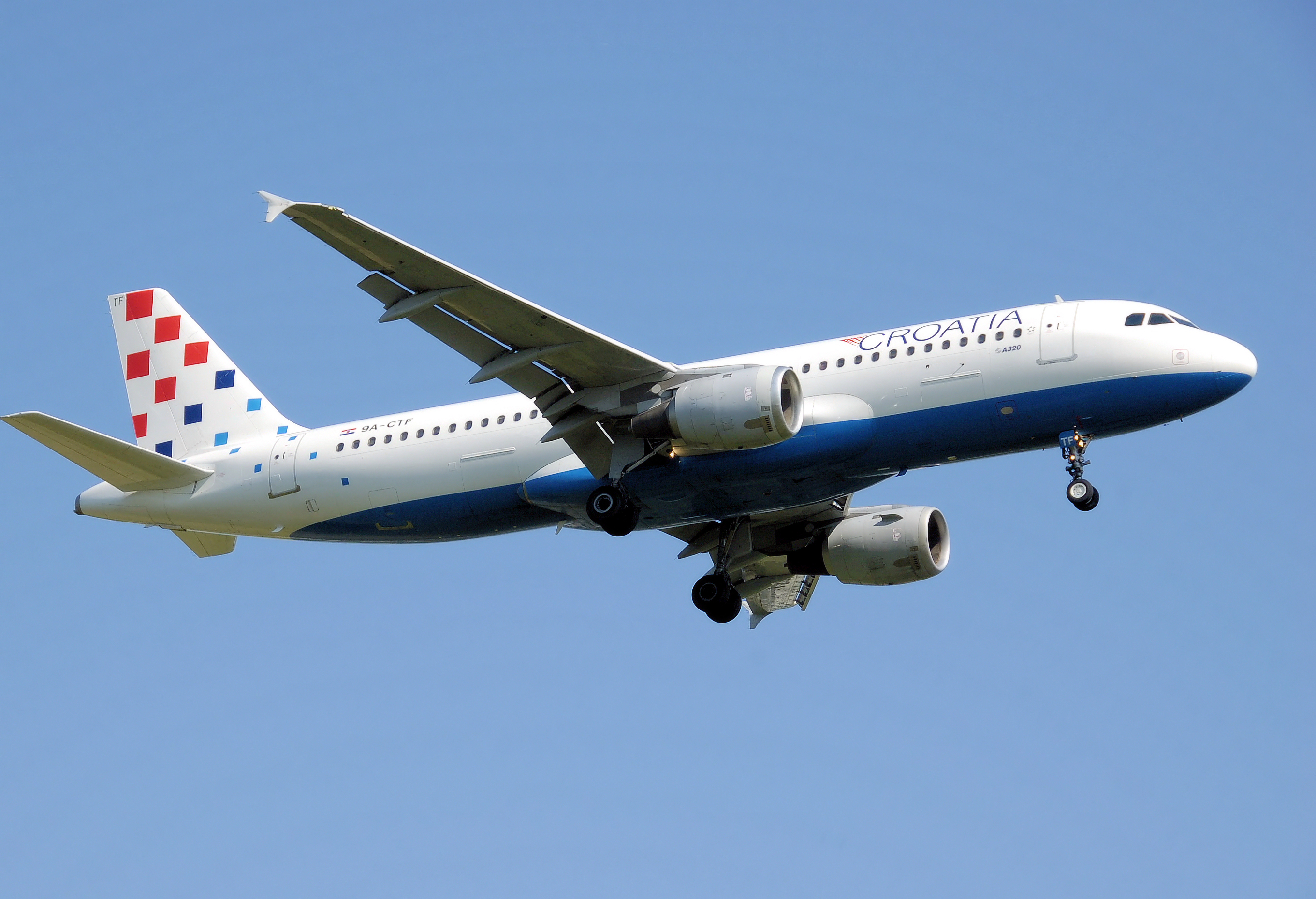
A320-200 в кольорах авіакомпанії

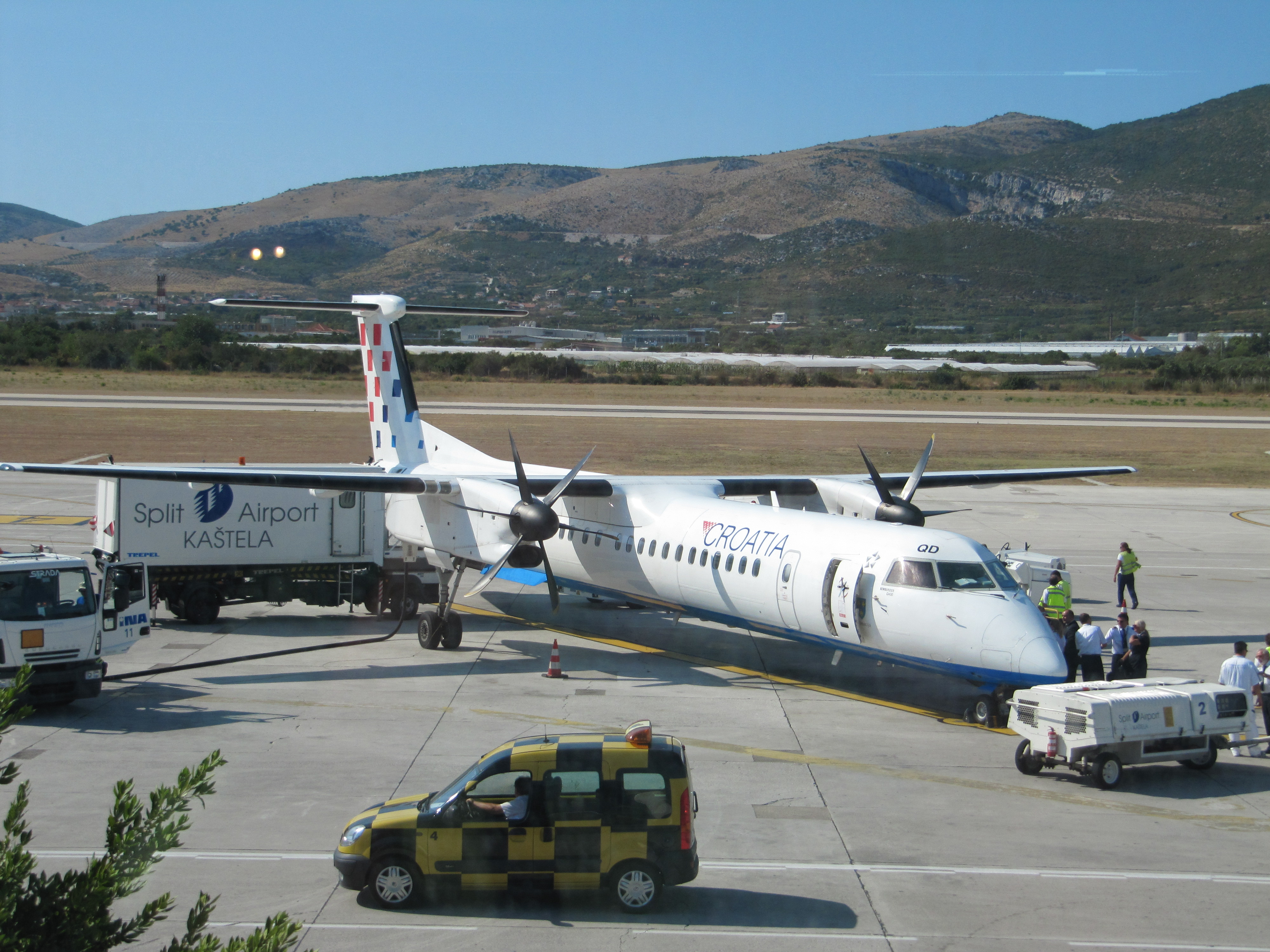
Підготовка Bombardier Q400 до вильоту на аеродромі Спліт